# Tandem (aplicación)
Tandem es una aplicación de intercambio de idiomas para iOS y Android que conecta a los estudiantes de idiomas con hablantes nativos. Los usuarios pueden buscar compañeros de intercambio de idiomas con los que hablar por texto o chat de voz. En abril de 2020, la aplicación admite más de 160 idiomas, incluidos 12 lenguajes de señas.

## Historia
Tandem fue fundada en Hannover en 2014 por Arnd Aschentrup, Tobias Dickmeis y Matthias Kleimann. Actualmente con sede en Berlín, Tandem lanzó su aplicación móvil en iOS en 2015, seguida de Android en 2016. Antes de Tandem, Aschentrup, Dickmeis y Kleimann fundaron Vive, una comunidad de video chat móvil solo para miembros.
En 2015, Tandem cerró una ronda de recaudación inicial de 600.000€ de angel investors, incluidos Atlantic Labs (Christophe Maire), Hannover Beteiligungsfonds, Marcus Englert (presidente de Rocket Internet), Catagonia, Ludwig zu Salm, Florian Langenscheidt, Heiko Hubertz, Martin Sinner y Zehden Enterprises. En 2016, se recaudaron 2 millones de euros adicionales de nuevos inversores, Rubylight y Faber Ventures, así como de los inversores existentes Hannover Beteiligungsfonds, Atlantic Labs y Zehden Enterprises.
En 2018, Tandem presentó Tandem Pro, una oferta basada en suscripción para acceder a todas las funciones de aprendizaje de idiomas disponibles en la aplicación.

## Concepto
El nombre de la aplicación Tandem se inspiraron en el aprendizaje de idiomas en Tandem, un método para aprender un idioma a través del intercambio de idiomas. En un intercambio de idiomas, o en tándem, cada persona es un hablante nativo del idioma que la otra persona quiere aprender. La discusión se divide en partes iguales entre ambos idiomas para garantizar que ambos socios puedan aprender su idioma de destino. La aplicación Tandem cuenta con el apoyo de Tandem Fundazioa, la organización que desarrolló el método de aprendizaje de idiomas en tándem.

## Características
Tandem requiere que sus usuarios envíen una solicitud antes de ser aceptados en la comunidad de Tandem. Como parte de la política de moderación de Tandem, cada solicitud se revisa individualmente.
Una vez aceptado, Tandem presenta a sus usuarios una serie de posibles socios de Tandem que son hablantes nativos del idioma que quieren aprender. Los usuarios pueden chatear con sus socios de Tandem a través de mensajería instantánea, mensajes de voz, llamadas de audio y videollamadas. La lista de socios también se puede refinar utilizando filtros de ubicación, edad y sexo.

## Recepción
En 2015, Tandem fue nombrada entre las "Mejores aplicaciones de 2015" de Apple. Tandem también fue reconocida como una de las "Mejores aplicaciones de 2017" de Google Play.

### Premios
En 2018, Tandem recibió un premio de la iniciativa alemana Deutschland - Land der Ideen en su concurso “Ausgezeichnete Orte im Land der Ideen”. Esta iniciativa reconoce las principales ideas y proyectos en Alemania que fomentan la interconexión de culturas y una sociedad de mente abierta.

### Crítica
Tandem ha recibido críticas por no aceptar miembros en la comunidad de inmediato. En algunos países hay una lista de espera y los solicitantes pueden esperar hasta 7 días para que su solicitud sea procesada por los moderadores humanos.

## Idiomas disponibles en tándem
Hay más de 160 idiomas disponibles para aprender en Tandem, lo que potencialmente resulta en más de 11,000 combinaciones de idiomas.